# Pedro Henriquez de Acevedo

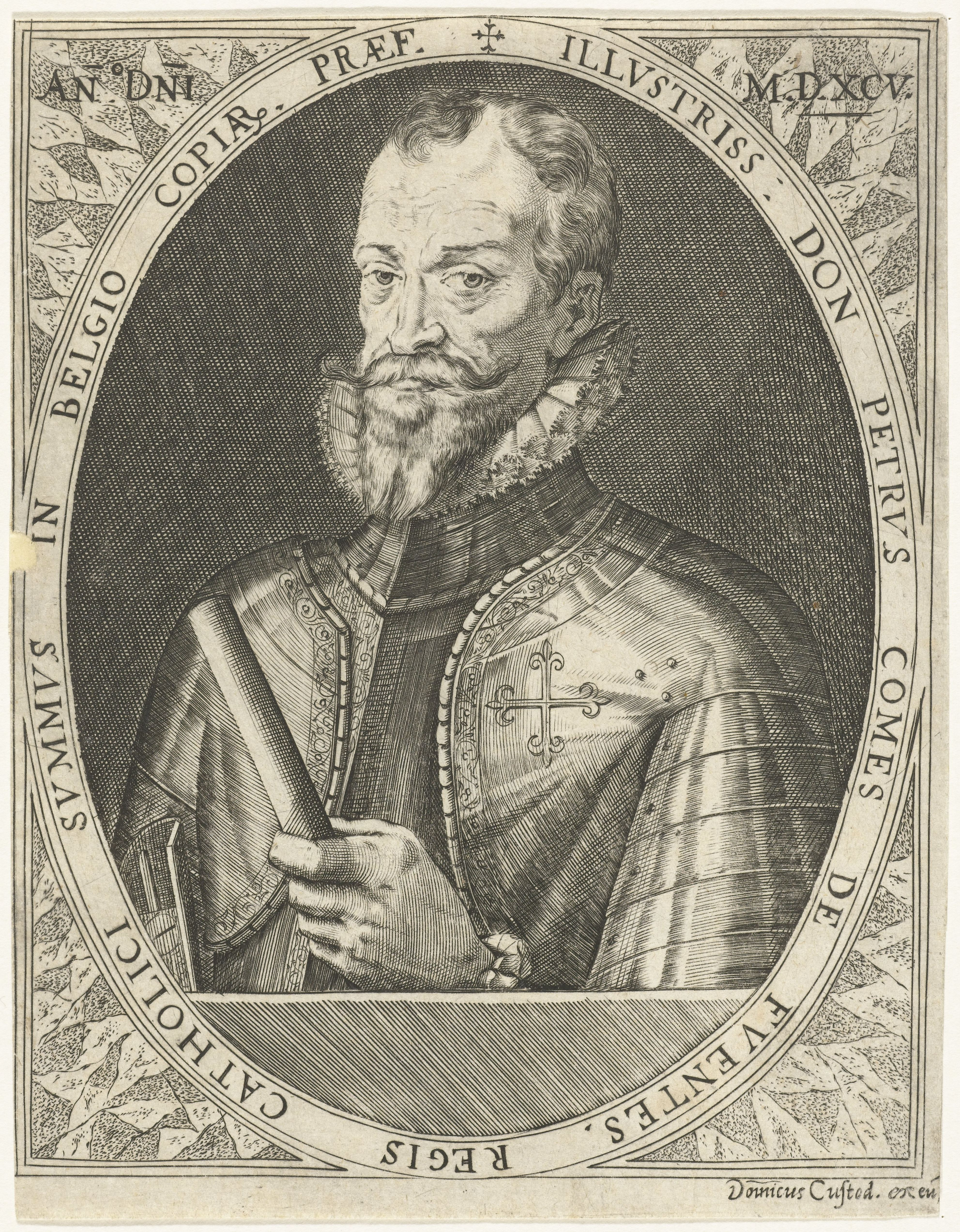
Zeitgenössisches Porträt in der Publikation Atrium heroicum Caesarum, regum, […] imaginibus […] illustr[atum], 1600–1602

Pedro Henriquez de Acevedo y Toledo, Graf von (Conde de) Fuentes (* 18. September 1525 in Zamora, in älteren Quellen auch * 18. September 1560 in Valladolid; † 22. Juli 1610 in Mailand), auch Pedro Enríquez de Acevedo, war ein spanischer Feldherr und Staatsmann.

## Leben
In jungen Jahren diente Fuentes als Page am Hofe Philipps II. Seinen ersten Feldzug machte er 1580 unter dem Herzog von Alba in Portugal mit, wo die Spanier die Erbansprüche des spanischen Königs auf den portugiesischen Thron rasch durchsetzten. 1582 erhielt Fuentes den Oberbefehl über die spanischen Besatzungstruppen.
1591 wurde Fuentes vom spanischen König in die sich im Aufstand befindenden Niederlande gesandt. Nach dem Tod des dortigen Statthalters Alexander Farnese unterstützte er dessen beiden Nachfolger, Peter Ernst Graf von Mansfeld, und Erzherzog Ernst von Österreich. 1595 übernahm Fuentes das Statthalteramt interimistisch. Das überzogene Vorgehen gegen die Niederländer bewog Philipp II., ihn im Jahr darauf durch Albrecht VII. von Österreich zu ersetzen.

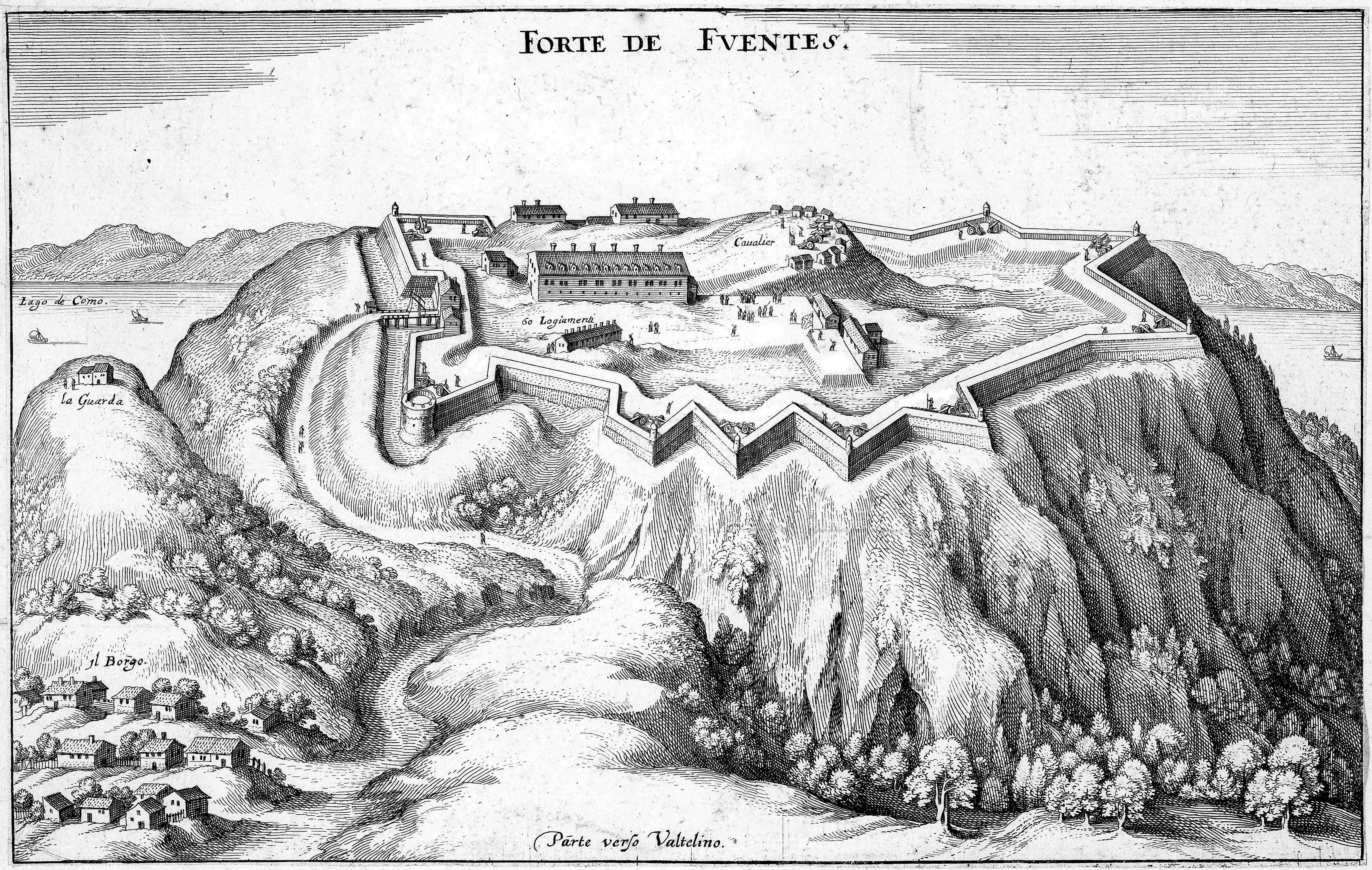
Das 1603/1604 bei Colico errichtete Fort Fuentes (Forte de Fuentes)

Von 1600 bis zu seinem Tod 1610 war Fuentes Gouverneur und Generalkapitän zu Mailand. Nordöstlich Colico ließ er zwischen 1603 und 1609 eine Festung, das nach ihm benannte Forte di Fuentes errichten, deren Ruinen heute als Museum zugänglich sind. Diese Festung sperrte den Verkehr vom und zum Splügen-, Septimer und Malojapass und sollte den Vorstößen der Drei Bünde Einhalt gebieten, die seit 1512 das Valchiavenna und das Veltlin als Untertanenlande besetzt hielten. Der Festungsbau provozierte indes aber auch die Republik Venedig, die an offenen Handelswegen über die Alpen Interesse hatte.
1599 erwirkte er ein Bündnis mit Herzog Karl Emanuel I. von Savoyen zur Zerstückelung Frankreichs. Gleichzeitig soll er dem französischen Marschall Biron das (nicht gehaltene) Versprechen abgerungen haben, in einer Verschwörung gegen den eigenen König, Heinrich IV., vorzugehen.